# Баберовски, Йорг
Йорг Баберовски (нем. Jörg Baberowski, род. 24 марта 1961, Радольфцелль, Констанц, Баден-Вюртемберг, ФРГ) — немецкий историк Восточной Европы, специалист по истории сталинизма. Профессор восточноевропейской истории в Берлинском университете имени Гумбольдта.

## Биография
В 1982 году окончил гимназию в Гольцминден. С 1982 по 1988 год изучал в Геттингенском университете историю и философию. В 1988 году получил степень магистра с работой о политической юстиции в последние годы Российской империи.
Впоследствии Баберовски работал на должности научного сотрудника в семинаре Восточноевропейской истории Франкфуртского университета. Здесь зимой 1993 года он защитил докторскую диссертацию на тему «Автократия и юстиция». С весны 1993 года работает в Тюбингенском университете в Институте восточноевропейской истории, где в июне 2000 года защитил габилитационную диссертацию «В поисках однозначности» о сталинизме на Кавказе («Auf der Suche nach Eindeutigkeit»). На основе этой диссертации опубликовал книгу «Враг везде. Сталинизм на Кавказе» («Der Feind ist überall. Stalinismus im Kaukasus»). В качестве исследователя работал с документами хранящимися в архивах Азербайджана, Финляндии и России.
В апреле 2001 года Баберовски получил временное место профессора восточноевропейской истории Лейпцигского университета. С октября 2002 года он профессор кафедры восточноевропейской истории Института исторических исследований при Гумбольдтском университете Берлина, с 2004 года до февраля 2006 года параллельно был директором этого института.

## Критика
Бенно Эннкер, преподающий историю Восточной Европы в Тюбингене и Санкт-Галлене, раскритиковал книгу Баберовски «Выжженная земля» за её «неявное оправдание Вермахта» во Второй мировой войне и особенно во время боевых действий против Советского Союза. Историк Кристоф Дикман из Института Фрица Бауэра, исследующего историю и влияние Холокоста, обвинил Баберовски в неспособности признать «общее состояние исследований, которое доказывает далеко идущий консенсус в немецком руководстве и высших эшелонах Вермахта, сложившийся ещё до нападения на Советский Союз и состоявший в планах по умерщвлению от голода многих миллионов советских граждан за несколько месяцев». По мнению немецкого политического деятеля Кристофа Вандрайера, «Йорг Баберовски не является настоящим академическим учёным; он — правый идеолог. Он выступает за чисто субъективный или идеологический подход к истории. Главным образом это связано с изложением того, что он называет „новыми перспективами“ в отношении событий. Его аргументация основывается на иррационалистических позициях Мишеля Фуко, Мартина Хайдеггера и Ханса-Георга Гадамера, и доводит их взгляды до крайности».

## Научные труды
- Autokratie und Justiz. Zum Verhältnis von Rechtsstaatlichkeit und Rückständigkeit im ausgehenden Zarenreich 1864—1914, Frankfurt/M. (Klostermann) 1996. — ISBN 3-465-02832-5.
- Йорг Баберовски. Враг есть везде. Сталинизм на Кавказе = Der Feind ist überall. Stalinismus im Kaukasus. (2003). — М.: РОССПЭН, 2011. — 658 с. — ISBN 978-5-8243-1435-9.
- Йорг Баберовски. Красный террор. История сталинизма = Der Rote Terror: Die Geachichte des Stalinismus. (2004). — М.: РОССПЭН, 2007. — 280 с. — ISBN 978-5-8243-0877-8.
- Der Sinn der Geschichte. Geschichtstheorien von bis Hegel Foucault, München (Beck) 2005. — ISBN 3-406-52793-0. (Теории исторических исследований от Гегеля до Фуко).
- Jörg Baberowski und Anselm Doering-Manteuffel. Ordnung durch Terror. Bonn (Dietz)2006, ISBN 3-8012-0368-9. (Порядок через террор).
- Zivilisation der Gewalt. Die kulturellen Ursprünge des Stalinismus. Humboldt-Universität zu Berlin: Antrittsvorlesung am 10. Juli 2003 — вступительная лекция в Гумбольдском университете «Цивилизация насилия. Культурные истоки сталинизма» Архивная копия от 31 января 2012 на Wayback Machine (нем.)
- Йорг Баберовски. Выжженная земля. Сталинское царство насилия = Verbrannte Erde: Stalins Herrschaft der Gewalt. (2012). — М.: РОССПЭН, 2014. — 488 с. — ISBN 978-5-8243-1858-6.